# 死霊解脱物語聞書
『死霊解脱物語聞書』（しりょうげだつものがたりききがき）は、元禄三年（1690年）に江戸で出版された仮名草子で、下総国羽生村（現在の茨城県常総市）での、慶長十七年（1612年）から寛文十二年（1672年）までの60年にわたる子殺し、妻殺しから親子三代の因果として起きた死霊の憑依騒動を、浄土宗の僧祐天が念仏称名によって解脱に導くという、仏教説話の勧化本の体裁をとっている。

## 著者と登場人物
著者は作品中で自身を浄土宗の僧らしき「残寿」と名乗っているが一切不明であり、ただの一僧侶の筆力ではなく、またこれほどの作者が他に作品を残さなかったのも奇異の感がある。本書が浄土宗門の異端ともいえる祐天一派と幕府の企画したプロパガンダ出版だとすると、本書に登場するような浄土宗門の所化僧が執筆したとは考えにくく、他に有力な作家を密かに起用し、彼らとの関わりを秘するために偽名を使用した可能性もある。また祐天自身が作者であろうという見方もあり、多くの信者を集めていた祐天は話術、説法に長けていた雄弁家と見られ、この程度の著作は十分可能だったと考えられる。作者が正体不明でこの一作で終わっていること、作品の記述が浄土宗の説法に沿うこと、語調が読み聞かせに適した文体であることはこの推測に符合する。
作者が全く不明である一方、登場人物の祐天和尚（1637年 - 1718年）は浄土宗大本山の芝増上寺36世法主として大僧正にまでなった実在する浄土宗の高僧であり、本書はその存命中に出版されたことから、祐天本人か側近の監修を受けていると考えられる。弘経寺住職の檀通上人や利山和尚も実在し、作中に見える鬼怒川沿いの地名や、浄土宗檀林の弘経寺をはじめ、累の墓がある法蔵寺、霊仙寺、報恩寺なども常総市に現存する。また村人の累、与右衛門、菊、名主の三郎左衛門、年寄の庄右衛門などの名が法蔵寺に伝わる当時の過去帳に見えることから、おそらく実在人物の名を取ったものと見られるが、法蔵寺の過去帳の方が本書に合わせて後から書き加えられたとする見方もある。近年法蔵寺を訪れたライターが先代与右衛門から始まる累の伝説を聴取したが、高田衛によればこれは『祐天大僧正行状記』系統のものだという。累物語を初めて活字化した常総市（当時は石下町）の郷土史家松崎仁三郎が昭和三十四年（1959年）に法蔵寺を取材したときには、絵巻物があるだけで物語の記録は何も継承されていなかったとしており、また文化十四年（1817年）に実際に羽生村を訪れた高田与清の下総紀行文「相馬日記」にも、同様に法蔵寺には掛け絵とその説明があったものの、物語の詳細は後代の与右衛門宅で聴取したとあるので、除霊を異端とした浄土宗の法蔵寺では物語は当時から詳細に伝えられることはなく、後代になって松崎の著作などを元に整えられた可能性がある。

## 物語の内容
冒頭に「菊と申す娘に累といえる先母の死霊とりつき因果の理を顕し」とあるように、本書は因果応報を説く仏教説話として書かれ、祐天が所化と呼ばれる学僧時代に除霊に当たった憑依事件を、残寿という僧侶と思われる人物が祐天に再三取材し、関係した村人らから聞いて纏めたという設定で書かれている。本書に先行する著作として椋梨一雪の「古今犬著聞集」天和四年（1684年）があり、この巻十二に祐天和尚の加持除霊話がいくつか載っている中の「幽霊成仏之事」が本書とほぼ同一の、羽生村農民与右衛門の妻「累」殺し、累の怨霊の後妻の娘「菊」への憑依、祐天の念仏による解脱、菊の地獄極楽物語り、累の異父兄の「助」の憑依、祐天による再度の念仏による解脱、という筋書となっており、本書冒頭に「天下の人口におちて万民の耳をおどろかす事こと侍りしか」とあるように、事件の話は既に語り広められていて、本書はこれを下敷きにして書かれたと見られる。あらすじは以下の通りである。
下総国羽生村の農民与右衛門は入り婿だが、醜く性悪な妻の累を嫌い鬼怒川で殺害した。目撃した村人も皆累を嫌っていたため黙過した。与右衛門は妻の供養もせず田畑家財を手に入れ後妻を貰うが次々死に、六番目の妻が娘の菊を生む。菊が十三の歳にその妻も死に、菊に婿を取らせるが、翌寛文十二年正月に菊は発病して苦しみ、やがて自分は殺された先妻の累で復讐に来たと言い出す。村人は与右衛門に剃髪させ謝罪させるが怨霊は離れず菊は苦しみ続けた。村名主が怨霊と問答の末に、その望みは読経ではなく念仏供養による成仏と聞いて、村中の念仏を興行し怨霊は去る。回復した菊は怨霊憑依の間地獄極楽を巡っていたとその様を村人に語るが、それは仏典に書かれた通りであった。
二月になって再び怨霊が菊に憑き、凡俗の念仏では成仏できないと石仏の建立を要求する。名主は過ぎた望みと拒むが、苦しむ菊を見かねて怨霊に石仏の建立を約束する。翌日村中が集まる中で、名主は怨霊に再度の念仏供養をする代わりに亡くなった村の先代たちの冥途の行く末を教えろと頼み、まず自分の親の消息を尋ねると地獄に堕ちたと言い、その他の村人の親たちも大半地獄に堕ちたという。偽りだと怒る村人に、怨霊は因果の理として親たちの悪事の証拠を片端から暴露するので、驚いた名主は問答を打ち切り念仏供養を行って怨霊を去らせ、菊は回復した。
翌三月になって再び菊に怨霊が憑き、約束を守らないと名主をなじる。困り果てた名主の嘆きを弘経寺の家人が聞き祐天和尚に知らせた。祐天は最初宗門の傷になってはと逡巡するが、六人の学僧と共に怨霊と対決するため夜に紛れて羽生村に行った。苦しむ菊を見て祐天らは読経、念仏を繰り返すが怨霊は去らない。気づくと村中の者が詰めかけて見守っていて、後に引けない祐天は意地の領解を発して命がけで臨もうとするが、菊自身による念仏を思いつき、抗う菊の髪をつかみ無理やりに念仏させることで怨霊は退散した。弘経寺に戻った祐天は、菊は地獄極楽を見た因果の理の生き証人だとして、今後の衣食の援助を寺に委嘱した。石仏は建立され弘経寺での開眼法要の後に羽生村の法蔵寺に安置され、累は理屋松貞と戒名を授けられ成仏を遂げた。
全て解決と思われた四月に村年寄が弘経寺に駆け込み祐天に怨霊の再来を告げた。驚き駆けつけた祐天が村中が見守る中で苦しむ菊の髪をつかんで怒り返答を強いると、自分は助という小児で鬼怒川に投げ込まれたという。祐天は名主に糾明を求めるが嫌がるので、怒って役人に届け出るぞと脅して村人に触れまわさせ、六十年前の事件を知っているという古老から、助というのは累の実父である先代与右衛門の後妻の連れ子で、障害があったため与右衛門が邪魔にして後妻に鬼怒川に投げ込ませたのだと聞きだす。その後生まれた累も同じ障害を持っていたため、村人は因果の報いと噂していた。祐天は助の身の上に涙しながら単刀真入と戒名を与えて念仏称名し、村人が唱和する中で入日差す周囲は荘厳な光に包まれ助は成仏した。
菊は回復すると出家して祐天の弟子になりたいと言い出し、名主と共に弘経寺の祐天を訪れるが祐天は菊の出家を許さない。菊の発心を尊び出家させよと迫る名主に祐天は笑って、菊は幼い身で出家は哀れだし、半端な修行で尼になって村の庇護を受けても真の修養はできない。むしろ在家で念仏を務めれば、女人でも極楽往生できるのだと諭した。菊は出家をやめて働き、家も栄えて子供も二人でき、今も安楽に暮らしているという。

先行する著作の「古今犬著聞集」のほぼ筋書きだけの簡単な著述に対し、本書には著しい潤色が加えられて読み物として格段の充実が図られている。本書で潤色された部分では、累の霊が述べる罪人の末路やそれを救う念仏の功徳、菊が語る地獄極楽の様相から、祐天が加持祈祷ではなく、ひたすら念仏によって死霊の救済を試みるなど、浄土宗の聖典である「往生要集」から多くを引用して念仏の効用を説き、もっぱら浄土宗の宗旨に沿った称名念仏のみによる救済を目指し、苦戦しながらも達成する様子が記述されていて、祐天の功績を称揚しつつ異端霊能者として大衆があがめる祐天像の修正を図っていると見られる。一方、祐天をはじめ累、村名主、菊などの登場人物の性格、心理、葛藤なども細かく描写され、特に祐天は、短い間に幾度となく喜び笑い、泣き、怒って見せ、また出家を願う菊の後押しをする村名主に向かって「年端もいかぬ若い身で出家など可哀そうだ」と一喝するなど、世俗を離れた修行僧ではなく人情味にあふれた人物として描き出されている。祐天自身の出家が数え十一歳だから十四の菊が出家に若すぎるということではなく、あくまで菊の世俗的な幸福を配慮しての方便と見られる。後に書かれた祐天伝に見られるように、近世の高僧伝はその人間性に焦点をあてたものとなっていくが、本書が既にこのような方向性を打ち出している。これが祐天自身の筆であるという見方も説得力があるが、ここまで自分で自画像を描いたかという疑問点もある。夜間人目を避けて羽生村を訪れ除霊を試みる祐天らが、再三の念仏も通用せず意気を殺がれて振り返ると、村中のものが詰めかけて成り行きを見守っているなど、映画に見るような劇的な場面構成や、怨霊の方が村人を「亡者をたぶらかす」となじるなどユーモラスな場面が描かれている。また意地の領解として、歌舞伎のような大見得と啖呵を切ったり、再三の念仏に怨霊が去らないのは本人に唱えさせないからだと気付くなど、祐天の信心、熱意と決意、そして機略などの描写が、読んで面白いスリリングな娯楽性を併せながら続いている。「新著聞集」寛延二年（1749年）その他の祐天伝においても祐天の除霊がいくつも紹介されるが、いずれも祐天自身かその教示による念仏で怨霊は成仏しており、本書に書かれたほどの悪戦苦闘は他にない。それは何も累が特別に執念深かったというより、本書における意図的な拡大、潤色の創作の結果であろう。
一方名主は善良だが小心で終始何かに怯えているような様子である。同時代の承応二年（1653年）に同じ下総国の名主一家五人が磔刑に処せられるという後に佐倉義民伝 として知られる事件が起きており、羽生村のように水害や領地替えなどに悩まされていた不穏な土地の名主は心休まる日を送れなかった可能性もある。
本書の内容は、上記のように実在の人物や寺院が登場することから、死霊はともかく何らかの実際に起きた事件に基づくと見られるが、現在常総市の法蔵寺にある、累の墓碑とされ物語中で建立される「理屋性貞」銘の如意輪観音碑には承応二年（1653年）という刻印があり、累が殺されたのが正保四年（1647年）、憑依があったのが寛文十二年（1672年）、戒名は「理屋松貞」とする本書の内容に合致するものではなく、「相馬日記」中の累殺害は承応二年とする記述に一致する。「相馬日記」では高田与清は羽生村の法蔵寺と与右衛門宅を訪れて伝承を聞いた上で本書と碑の年号の相違について言及し、頭註で本書を「うきたる（＝根拠のない）事おほし」として虚説と断じ（「祐天寺史資料集」ではこの個所を「かきたる事おなし」と（誤?）翻刻している）、「新著聞集」を実説として支持している。しかし「新著聞集」の「絹川の二霊念仏生を転す」は「古今犬著聞集」の内容に明らかに本書からの引き写しを入れて改作したもので、年号も本書と一致している。その「新著聞集」を「実説」、本書を「虚説」とする選択は根拠が弱く、本書が「おほかたは忌諱にかかるがゆへ」というのが真の理由であろう。宝暦十三年（1763年）に書かれた「祐天大僧正御伝記」以降、江戸期の祐天伝には羽生村の一件は本書に譲るとして書かれることはなかった。逆に山東京伝の「近世奇跡考」文化元年（1804年）では、「羽生村累の古跡」として羽生村事件と本書を記載するものの祐天については一言も触れないのも同様の理由と思われ、祐天没後もなお彼の行状には浄土宗門で禁忌とされた部分があったと見られる。また累の一件は事実としても助の事件は後から加えたものではないかという見方もある。奈良時代の説話を集めた「日本霊異記」に、前世からの因果応報を説く「行基大徳、（障害のある）子を携うる女人に過去の怨を視て淵に投げしめ異しき表を示す縁」という記述があり、本書のこの部分は他の仏教説話の中に古い起源をもつ可能性もある。本書の信憑性について、その出版時に菊は生存していたため捏造ではないだろうという見方もあるが、菊は憑依騒動中正気を失っていたはずで、「古今犬著聞集」にあるように羽生村で祐天は神仏のごとく崇められていたので、仮に本書が祐天とその周辺によって恣意的に脚色されたとしても村の者が異論をはさめたとは考えにくい。

## 記述形式
本書は浄土宗の勧化本の形をとっているが、浄土宗は除霊の加持祈祷を異端行為としており、祐天は出版当時の元禄時代に宗門から離れて除霊などしていたので、宗門の正規の祐天伝にこのような事蹟は記載されていない。本書を宗門の所化僧が公然と執筆、流布し、勧化本として説法に用いた結果宗門の拡大に結び付いたとは考えにくい。本書の中でも浄土宗檀林の弘経寺は憑依騒動自体からは終始距離を置いていて、住職の檀通上人は祐天と直接会話するのを避けている様子もあり、本書出版時の祐天と浄土宗門の微妙な関係を暗示している。本書は正規の浄土宗門ではない祐天周辺の教団、さらに祐天人気が取り込んだその外側の一般大衆や幕府勢力をも対象とした出版だったと見られるが、祐天が浄土宗檀林の住職になってからは、本書の扱いも変化したと考えられる。
記述形式としては、題名の通り「聞書き」即ちルポルタージュであって、著者が実際に見たことではないが、この事件にかかわった祐天上人や村人から直接聞いた実話とされ、伝奇伝承の話ではない。また死霊の顕現は菊の言動を通して語られるに限られ、その姿は菊の夢や幻覚中でのみ描かれ、祐天をはじめ他の登場人物の耳目には一切触れないなど、憑依された菊の異常な言動という現実的描写のみによる実話という形に厳格に徹して、幽霊や妖怪変化が登場するいわゆる怪談奇談とは一線を画している。助が成仏する時、小児の姿が仄見え、あたりが金色の光で包まれたという奇蹟のクライマックスシーンでも、「日もくれ方の事」と夕映えの光でそう見えたという現実的な説明が添えてある。本書を四谷怪談、皿屋敷と並べた女の幽霊の怪談とする扱いもあるが、後世の「累もの」は別として本書自体は仏教説話の体裁をとっており、幽霊は全く出現せずまた累の最終的な目的は復讐ではないなど、他の二つの「怪談」と同列に扱うべきものではない。
本書は、本文を上下巻各六段に区切り、各段の冒頭でそれまでのいきさつに触れたり一応の完結を見たりと、連続ラジオドラマ風の構成が組まれている。さらに文章は句点を多用して短く区切り、要所に七五調の語調を取り入れるなど、後に翻案される浄瑠璃にも通じる読み語りを意識した書き方で、これは本書が単に出版販売のみならず、読み聞かせによる非識字層までの流布をも意図しているプロパガンダ出版物で、その狙いは、「古今犬著聞集」から大幅に潤色された部分で端的に示されるように、浄土宗の勧化、説法の形を借りて、浄土宗門と一般大衆の両方に対する祐天の評価、人気の向上にあると見られる。さらに本書の内容が、妻殺し、子殺しに対する報いであることから、出版と同時期に発布された「捨て子禁止令」など、戦国時代以来の殺伐とした世相を改善しようとした五代将軍綱吉下の幕政とも協調したものではないかともみられる。先の日本霊異記の説話では因果の理ゆえに障害を持った子の遺棄を正当化する内容だったが、本書ではそれを非とし祐天は子の身の上に涙しているのも、それ以前の因果話と趣旨を異にしている。浄土宗門では異端扱いであった祐天が、五代将軍綱吉と生母桂昌院、六代将軍家宣と正室天英院、側室月光院の信任を得て後に大僧正まで上り詰めたことから、祐天と幕府との深い協調関係が窺われる。

## 出版
本書は「元禄三年午（1690）十一月廿三日　本石町三丁目山形屋吉兵衞開版」の奥付（元禄版）と、「正徳二壬辰歳（1712）改　本石町三丁目山形屋吉兵衞開版」の奥付（正徳版）、および「正徳二年壬辰歳（1712）改　川村源左衞門開板」の奥付（正徳版・挿絵入り）の三種が知られているが、誤記、ふり仮名、送り仮名の訂正があるのみで本文に変更はない。しかしそれぞれの版の本に何種かの訂正の異同があり、また西村重長（1697年 - 1756年）の挿絵入りの正徳版（川村源左衞門版）は絵師の年代から見て正徳二年より更に後の出版と見られ、幾度も重版、改版が繰り返されたことが知られる。さらに肉筆の写本もいくつか伝わっており、本書の人気が高かったことが窺われる。元禄三年の上梓当時祐天は浄土宗門から離れた市井の異端僧にすぎなかったが、桂昌院の要請で元禄十二年（1699）檀林大巌時住職に就任し、その後弘経寺、伝通院住職の要職を経て正徳元年（1711）に大本山増上寺の住職大僧正になっており、翌正徳二年の再販時は初版時とは出版環境が大きく異なる。

## 出版以降の推移
本書自体が評判を取り流布したと見られるが、それ以降に本書に続く流れは大きく二つあり、祐天上人の伝記としての継承と、浄瑠璃、歌舞伎などの翻案でいわゆる「累もの」と呼ばれる作品群である。
「祐天大僧正御伝記」では羽生村の一件は本書に譲るとしてその内容を記載せぬものの承認しており、本書は史実として受け入れられていた。なお浄土宗正史の祐天伝には、当然異端となる除霊活動は書かれていない。しかし馬琴が「新累解脱物語」を執筆するに際し、版元の河内屋太助が本書を馬琴に送り、本書は「文辞粗漏にして婦幼の耳目を楽しまするものにあらず。願はくは先生修飾してその奇を増すを乞ふ」としていて、本書自体が大きな評判を得たにもかかわらず、馬琴の作品にある様な娯楽性を欠いた、文学作品ではない実録であり、伝奇や説話中心のそれまでの仮名草子とは異なるノンフィクションであると受け止められていて、このような見方は近年まで続いた。その本書を端緒として「祐天上人一代記」などの虚実ない混ぜた祐天伝が作られる中で、羽生村事件も読本や実録本として書き継がれ、「累もの」とは別に歌舞伎、講談に翻案された。また祐天自身が浄土宗門の要職に就いて以後祐天伝は宗門の説法に用いられ、説教本としても受け継がれることとなる。明治に出版された松村操の実録本「実事譚」明治十五年（1882年）の羽生村事件の記述「累の実説」では、出典として「相馬日記」「新著聞集」などを挙げて本書は採られていない。これは本書を虚説とした「相馬日記」を継承したものと考えられる。

本書を取り入れた羽生村事件と祐天の伝記書（実際は大同小異だがさらに多数ある）
- 『新著聞集』寛延二年（1749年）
- 『祐天大僧正御伝記』宝暦十三年（1763年）（羽生村の一件は本書に譲るとして記載されない）
- 『祐天上人一代記』享和四年（1804年）（伝記とはいっても大幅な創作が入った読み本）
- 山東京伝『近世奇跡考』文化元年（1804年）（累の殺害現場を累ヶ淵とした）
- 祐海 文化五年（1808年）（羽生村の一件は記載されない）
- 高田与清『相馬日記』文化十四年（1817年）（実際に羽生村を訪れ、現地で累伝説を聞いて書きしるした）
- 山東京山『かさね得脱実記』天保十一年（1840年）
- 仮名垣魯文『成田山御利生記』安政二年（1855年）
- 柳亭種彦『祐天僧正御一代記』文久三年（1863年）
- 松村操 「累の実説」『実事譚』、望月誠、明治十四年　（1881年）
- 『祐天上人御一代記』明治十六年（1883年）（祐天の生涯を記した一代記に初めて本書内容が採録された）

一方「累もの」の発展流布は津打治兵衛の「大角力藤戸源氏」享保十六年（1731年）に始まり、土佐浄瑠璃の「桜小町」享保十九年（1734年）を経て以後多数の作品が出た。「桜小町」で原作にない美醜が表裏の関係という小町伝説にからめた設定が採用されている。また「伊達競阿国戯場」では同時代の寛文十一年（1671年）に起こった伊達騒動と結び付けることで時代性を強調している。本書における「親の因果が子に報い」という概念の導入は浄土宗の法理にはないもので、本書の勧化の本筋からも外れたものである。本書において累の怨霊が説く「因果の理（ことはり）」とは当人の現生の悪事により来世では地獄で罰を受けるということである。仏教の六道輪廻の考えでは、現世の親子でも前世、来世ではそれぞれの因果を背負った赤の他人か人間ですらないものなので、親の所業が子に及ぶということはない。前記の日本霊異記の話も、女人と障害児がそれぞれ前世で確執のある同士の生まれ変わりのための因果応報の物語になっており、親子の間に因果の関係があるのではない。もし日本霊異記や因果物語などの法理に従うなら、累は助の生まれ変わりとして与右衛門夫妻への復讐のために転生したということで祟りの筋が通るのだが、本書では累は助とは別の存在であり、因果の理が計りがたく筋が通らない。本書において因果応報の原理が破綻しているのは、本書の主眼がそこになく、むしろ地獄極楽の後生の興味本位な描写にあるからだという見方もあり、本書のプロパガンダ出版説とも符合する。しかし仮名草子期の因果応報説話において鈴木正三や浅井了意が堅持した勧善懲悪の原理が、浮世草子期に至って破綻するに至る兆しとして、本書においてはこの不条理な因果こそがその眼目ともなっている。累はまったく無辜の身でありながら、親の罪障により醜く生まれて障害に苦しみ、嫌われ疎まれて惨殺されなければならなかった。累がこのような親の因果を背負っているという点がそれまでの仏教説話にないもので、この酷さ惨めさ、理不尽さが、当時の作者たちを刺激して、続く多くの「累もの」の主要主題になった。歌舞伎における、累が本来は美しい女だったというそれまでにない設定は、女形を引き立てるためだけでなく、祟りの理不尽さ、惨めさを一層強調するためだったとも考えられる。特に鶴屋南北はこの物語に強い関心を持ち、以後いくつかの「累もの」の作品を残している。また馬琴も蔦屋重三郎出版の読本デビュー作「高尾船字文」寛政八年（1796年）で「伊達競阿国戯場」から引用しており、後の「新累解脱物語」に連なる累ものの読本作品構想を当時既に持っていたことが窺われる。これらの作品において、本来勧善懲悪を旨とした因果応報の法理が土俗的な信仰と合体して、江戸後期には南北にあっては善悪の法理を脱却した「異界的空間」の構成に、勧善懲悪に留まった馬琴にあっては「暗鬱なニヒリズム」の中に展開することになったという見方がある。
累ものの中の累の人物像も、生来醜く性悪な女から貞淑な美女と嫉妬に狂った鬼女まで入れ替わるものなどさまざまである。本書では夫と野良仕事に出かけ夫より重い荷を背負ったり、地獄問答では予め「腹を立てないように」と気遣ったりしており、更に菊を苦しめたとあるが、本書の展開では菊は累が憑依している間に体外離脱して冥途見物をむしろ楽しんでいて、累に苦しめられた記憶はない。その間に累が菊に入れ替わって死の苦しみを演じて見せていただけと見られ、村人が菊に問いかけると、すぐ苦しむのをやめてすらすら返事をするのも、累の自演らしさをうかがわせる。ただ物語後半では本当に菊を苦しめている模様である。また怨霊の再三の出現も与右衛門への復讐は最初の犯行暴露のみで、四谷怪談のお岩のように執念深く周囲を巻き込んだ凄惨な報復をするわけではなく、与右衛門自身も物語の最初の二段しか登場しない。累は二十六年間恨んで祟り続けたわけではなく、累の言葉では二十六年ぶりにやっと地獄からこの世に戻ってきただけで、その間の与右衛門の妻六人の死と不作続きの困窮という不幸は、累が死に際に残した呪いと自らの悪業が招いた自業自得だという。累はその後も再三現れはするが、与右衛門のことなど忘れかえったように、村人との問答で因果の理を説き、専修念仏に導き、仏像を建立させるという、むしろ結果的に進んで名主や村人を浄土宗に教化する役割を演じていて、後代、因果と復讐に絡め様々に変遷した累像とは全く異なる。累が地獄問答において、村人の親たちの旧悪を次々暴露して村を存亡の危機に陥れたのは、累殺害を黙認した村全体への報復だという見方もあるが、悪事の暴露を「其科を出すべし」と要求したのは村人の方で、そもそもこの地獄問答自体も村人の提案である。「知らぬもあらんか」とためらう累に、名主が強引に「くわしくかたりて聞せよ」「知りたるばかり答えよ」と要求し、累が「かまへて腹ばしたたさせたまふな」と断って答えた結果であって、累が勝手に言いふらしたのではない。本書では羽生村の二十六年前からの伝承では「かだましきゑせもの（＝ひねくれた嫌われ者）」とされていて、この容貌に伴う心根の醜さが古今犬著聞集から累ものに至る累の変容の端緒とする見方もあるが、むしろ逆に本書では暗に累の実像を「復讐者」から救いを求める「受難者」へと良く修正している。さらにその後の累ものは、本書には全くない恋愛、情欲や嫉妬などの要素を加味するため、これら全てをヴィランではなく悲劇のヒロインとして累の上に背負わせたと見られ、元禄から近世を通じて人々は累に深い同情と共感を寄せていたといえる。
明治以降本書自体は顧みられなくなったが、その内容は明治十六年刊の「祐天上人御一代記」中の「累物語りの事」以降にほぼ全文が採録されることで使命を全うしたといえる。またその頃、怨霊事件から百年後の安永・天明・寛政年間に同じ羽生村で起こった別の惨劇の話として作られたスピンオフ作品、三遊亭圓朝の怪談噺「真景累ヶ淵」は何度か映画化されて今日に至っている。これは全く別の怪談噺だが、縺れ合う因果の連鎖というストーリーは本書から累ものに連なる説教の系譜の延長上にあり、また幽霊＝幻覚（＝神経病＝真景という掛詞になっている）として扱われているという本書の趣向も継承されている。累ヶ淵という地名はこの作品から広まった。
「累もの」の主要作品
- 津打治兵衛『大角力藤戸源氏』享保十六年（1731年）
- 浄瑠璃『桜小町』享保十九年（1734年）
- 藤本斗文『曽我累物語』『累解脱蓮葉』元文四年（1739年）
- 桜田治助『伊達競阿国戯場』安永七年（1778年）
- 曲亭馬琴『新累解脱物語』文化四年（1807年）
- 鶴屋南北『阿国御前化粧鏡』文化六年（1809年）
- 鶴屋南北『法懸松成田利剣』文政六年（1823年）
- 三遊亭圓朝『累ヶ淵後日の怪談』安政六年（1859年）（後に「真景累ヶ淵」と改題）
- 河竹黙阿弥『新累女千種花嫁』慶応三年（1867年）
- 石月正広 『月の子』平成十九年（2007年）幻冬舎
- 松浦だるま『累-かさね-』平成二十五年（2013年）講談社
- 山本隆世『解体-死霊解脱物語聞書-累麻疹』平成三十年（2018年）

## 現代の研究・評価
明治以降本書が顧みられることは少なかったが、松崎によって現代語訳が出版され、柳田によって全文の印影が、服部によって詳細な紹介と全文の活字翻刻が初めて出版され、さらに高田により本書の包括的解析と再度の翻刻が行われるに至った。それ以後上記本文引用にあるような研究や著作がいくつか発表され、小二田により初めて翻刻と詳細な現代語訳と解説が一般向けにまとめられたことで、近年また新たな「累もの」がアニメや劇で上演されている。小二田によれば、1970年代の基礎的な研究を経て、1980年代後半の研究によって飛躍的に発展したとされ、これらの論文は『悪霊論』、『江戸の悪霊祓い師』に収録されている。本書が浄土宗門からは黙殺された形だったため、浄土宗側から見た本書の研究は手が付けられず、近年は主に国文学側からの研究に終始した。そのため浄土宗の見地からすると矛盾する点が多いという批判がある。しかし祐天自身が除霊と浄土宗布教という矛盾した行動をしていて、本書が実は浄土宗の勧化本ではなく、除霊という背教活動を肯定しつつ浄土宗門への復帰を画策する祐天の布石のためのプロパガンダ書であると喝破したのはこの批判者であり、祐天および本書の浄土宗教義との矛盾に向けた視点はむしろ批判されている側と相通じるものを感じさせる。祐天は霊の救済者であって悪霊祓いというのは歪解だという批判はあるが、本書や「古今犬著聞集」、「祐天大僧正利益記」文化五年（1808年）における民衆の祐天への依頼は全て苦しむ被憑依者の除霊救出であって、憑依霊の極楽往生はその手段でしかなく、彼が民衆から悪霊祓いとして期待され活動したというのは誤りではない。その悪霊祓いの霊能者という評判を、後年地蔵菩薩の生まれ変わりといわれた「救済者」として修正するのが本書の目的であったとも見られ、それに伴い累も「復讐する悪霊」から「救済される受難者」へ変貌したと見られる。さらに物語の底流に、まだ殺伐とした戦国時代の名残の多い当時の村社会の因習と差別に着目するものもある。これを踏まえ、江戸時代初期の儒仏論争の影響も視野に入れ、仏教的な因果観も儒教的な国家モラル的な見地から問い直し、口減らし・子殺しといった伝統的な村の在り様が道徳に反していることを示した上で、救済を念仏に求めさせ、念仏信仰の維持を図ったものととらえる考え方もある。また累の身の上を女性差別の象徴と見るものや、逆に菊を差別に対抗し憑依を自演して立ち上がるヒロインとしてとらえるものもあるが、「菊が（数え年）十四の春、子の正月四日」の事なので、すでに婿のいる新妻とはいえ、当時菊は満十二歳、今の小学六年生であり、そのようなヒロイン像には無理があるようにも見える。さらにブラッティ脚本の映画「エクソシスト」になった元の憑依事件の様相と脳炎の症状との共通性の指摘を菊の行状に当てはめようという試論もある。しかし本書が祐天の人気、評判を画策するプロパガンダ書として、その目的のため筋書きや登場人物の言動の細部に至るまで綿密かつ巧妙に再構成されたものだとすると、本書に書かれた細部を詮索して別の意味を引き出そうというこれらの試みは、書かれたことが全て事実に基づくという仮定を暗黙の裡に引き入れることになり、それは本書の江戸時代の読者と同じく、現代のジャーナリズムとも比肩しうる「聞書き」スタイルの記述の説得力に乗せられてしまっているという可能性がある。
本書の翻刻・現代語訳（出版年代順）（完全に原本に忠実で正確な現代語訳は未刊）
- 著者不詳『今古実録・祐天上人御一代記』栄泉社、1883年。（祐天の生涯の伝記だが、羽生村の部分は細部の改変はあるものの本書のほぼ丸ごとの転載なので、実質的な本書の明治期最初の活字翻刻に該当する）
- 松崎仁三郎 『実説かさね物語』 祐天寺教化部、1962年。（おそらく最初に活字化された本書の現代語訳だが祐天僧正御伝後記などの内容も混入）
- 服部幸雄 「死霊解脱物語聞書」『変化論-歌舞伎の精神史』、服部幸雄、平凡社＜平凡社選書41＞、1975年。（元禄版・本書そのものの最初の活字翻刻）
- 高田衛・原道生編 『近世奇談集成』第1巻、国書刊行会、1992年。（元禄版翻刻）
- 志村有弘 『江戸怪奇草紙』 角川書店＜角川文庫＞、2005年。（現代語訳だが初歩的誤訳が散見される）
- 深沢秋男・菊池真一・和田恭幸編 『假名草子集成』第39巻、東京堂出版、2006年。（元禄版翻刻）
- 伊藤丈・主編 『祐天寺史資料集』第3巻 大東出版社、2006年。（元禄版、正徳版、正徳版挿絵入り改版、筆写の異本の翻刻）
- 小二田誠二 『死霊解脱物語聞書-江戸怪談を読む-』 白澤社、2012年、増補版　2024年。（正徳版挿絵入り改版翻刻、現代語訳、現代語訳は細部まで忠実な訳ではなく、解りやすく補足・詳述し、また省略してある。増補版は資料の「古今犬著聞集」の現代語訳を付加）
- 藪野直史　『Blog鬼火～日々の迷走』2023年。「死霊解脱物語聞書　電子化注始動」　（Wikisourceと同じ元禄版、詳細な注釈付き電子翻刻）